# メンザレ号遭難事件

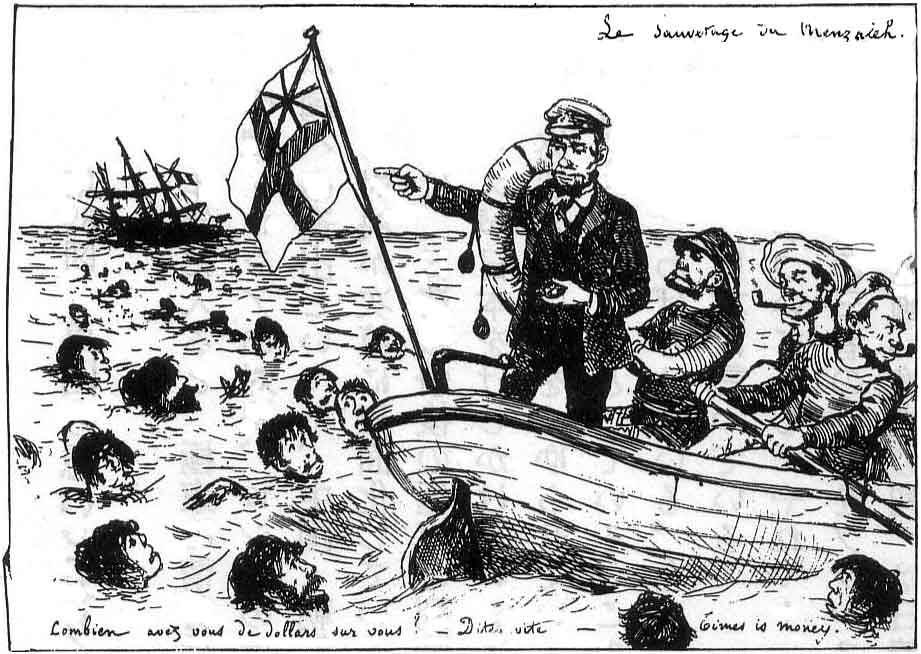
ジョルジュ・ビゴー「メンザレ号の救助」（『トバエ』9号、1887年6月）
----
条約改正時期尚早派のフランス人ジョルジュ・ビゴーがノルマントン号事件でのイギリスの対応を翌年のフランス船メンザレ号遭難事件を利用して批判した。ボート上のドレーク船長が「いま何ドル持っているか。早く言え。タイム・イズ・マネーだ」と言っている

メンザレ号遭難事件（メンザレごうそうなんじけん）とは、1887年（明治20年）6月にフランスの郵便船（Dispatch boat）が清の上海沖で沈没した事件である。

## 概要
フランスの郵便船であるメンザレ号が清の上海沖で遭難・沈没した事件である。なお、これをジョルジュ・ビゴーが風刺した絵が、長らく「ノルマントン号事件」とされてきた、「メンザレ号の救助」であった。なお、この絵で船に乗り救助してる男性はイギリス人ドレーク（ドレイク）船長であり、ビゴーは前年の「ノルマントン号」乗組員を皮肉り題名を変えたのか、イギリスを擁護しようとして変えたのかは未だに不明である。なお、1879年にはイギリスはハートレー事件を起こしており、ビゴーはそれと関連付けて描いていないとは一概に言えない。